# Бонч-Осмоловский, Родион Анатольевич
Родио́н Анато́льевич Бонч-Осмоло́вский (23 января 1884, Блонь, Минская губерния — 10 октября 1938, Чимкент) — экономист.

## Биография
Второй сын революционеров Анатолия Осиповича Бонч-Осмоловского и Варвары Ивановны, урождённой Ваховской.
- Член партии социал-революционеров. 24 марта 1907 г. киевская Судебная палата рассматривала дело Родиона Бонч-Осмоловского и других обвиняемых, так как в начале декабря 1905 г. он принимал в Киеве участие на втором областном съезде Украинской партии социалистов-революционеров, как делегат на заседании съезда решал вопрос о тактике и дальнейшего строительства этой партии, делал доклад о деятельности организации, о развитии пропаганды. В марте 1907 г. в возрасте 21 года приговорен киевской Судебной палатой «к крепости на 3 года», отбывал заключение в Орловском централе.
- 1913—1915 годы — слушатель Санкт-Петербургских высших сельскохозяйственных курсов.
- 1915—1916 годы — служащий продовольственного комитета Земского Союза.
- 1916—1917 годы в военной службе, прапорщик.
- 1917—1920 годы — председатель Игуменского продовольственного комитета, затем председатель Игуменской уездной земской управы. Член Минского губернского земельного комитета, заведующий общественным питанием в Минском городском продовольственном комитете.
- С 1923 г. — секретарь, с 1925 г. председатель Сельскохозяйственной секции Госплана БССР и член Президиума Государственной плановой Комиссии при СНК БССР.
- 5 июля 1930 г. арестован в Минске, приговором от 30 мая 1931 осужден на 10 лет ИТЛ (работал экономистом-плановиком в Белбалтлаге на строительстве Беломорканала). Освобожден 1 марта 1936 года, раньше срока по зачетам. В 1936—1938 годах — экономист-плановик Чимкентского химико-фармацевтического завода.
- 4 июня 1938 года вновь арестован. Убит на допросе в октябре 1938 г. Официальная дата смерти — 5 октября 1941 г.

## Семья
- Жена — Мария Сергеевна Бонч-Осмоловская, урожденная Ковалик, (27 ноября 1894, Балаганск Иркутской губернии — 22 января 1979, Ленинград). Дочь известного народника Сергея Филипповича Ковалика, осуждённого по процессу 193-х, и проведшего в Сибири на каторге и в ссылке четверть века. Училась на Бестужевских курсах. Закончила Ленинградский университет, химический факультет. Инженер-пищевик. Старший химик Чимкентского химико-фармацевтического завода 1936—1938 г.г., во время Великой Отечественной войны — зав. лабораторий Володарского треста столовых в Ленинграде, химик-аналитик Государственного института прикладной химии, директор Центральной научно-исследовательской лаборатории объединения «Леннарпит». Похоронена на Северном кладбище в Ленинграде.
  - Сын — Сергей (1921—1980)[1]
  - Сын — Андрей (1923—1930)[1]
- Брат — Иван Анатольевич Бонч-Осмоловский, юрист.
- Сестра — Ирина Анатольевна Бонч-Осмоловская, хирург, замужем за адвокатом С. К. Вржосеком.
- Брат — Глеб Анатольевич Бонч-Осмоловский, антрополог и археолог (специалист по раннему палеолиту); этнограф (народы Крыма и Кавказа); геолог, доктор исторических наук.